# Gerard Leeu
Gerard ou Gheraert Leeu, Leew, Lyon, ou Leonis (1445 à Gouda - 1492 à Anvers) est un imprimeur hollandais des incunables.
Sa marque typographique, imprimée en rouge, apparaît pour la première fois en mai 1478, sur un imprimé réalisé à Gouda. Il s'agit de la traduction en moyen-néerlandais de la Legenda aurea de Jacques de Voragine, qui sera souvent imprimé dans les Pays-Bas ultérieurement. À l'origine il n'imprimait qu'en langue vulgaire mais, à la suite de la commande d'un bréviaire en latin en 1478, il compléta la casse de son caractère pour permettre l'impression en latin. En 1480, il illustre ses publications par des gravures sur bois: son Dialogus creaturarum contient 121 gravures qui le rendent  l'un des plus célèbres ouvrage illustré du XVe siècle. Après un an d'inactivité, l'impression de l'atelier de Gouda reprend fin 1483, avec un nouveau matériel typographique vénitien. C'est aussi à partir de cette date qu'il maîtrise la difficile technique d'impression de très petits formats, dont l'Horarium Traciectense et le Rosarium Mariae

## Publications
Quelques publications disponibles pour consultation à la Bibliothèque royale de Belgique :
- Legenda aurea sanctorum, sive Lombardica historia , Jacobus de Voragine, Gouda : Gerard Leeu, 1478 (Réserve précieuse : LP FIC PRE 68.40 )
- Dialogus creaturarum moralisatus,  Gouda, Geraert Leeu, 1480 (Réserve précieuse : INC B 1.445 )
- Rosarium beate Marie virginis, Anvers, Gérard Leeu, v. 1485 (Réserve précieuse: II 64.569 A)